# 薩哈河

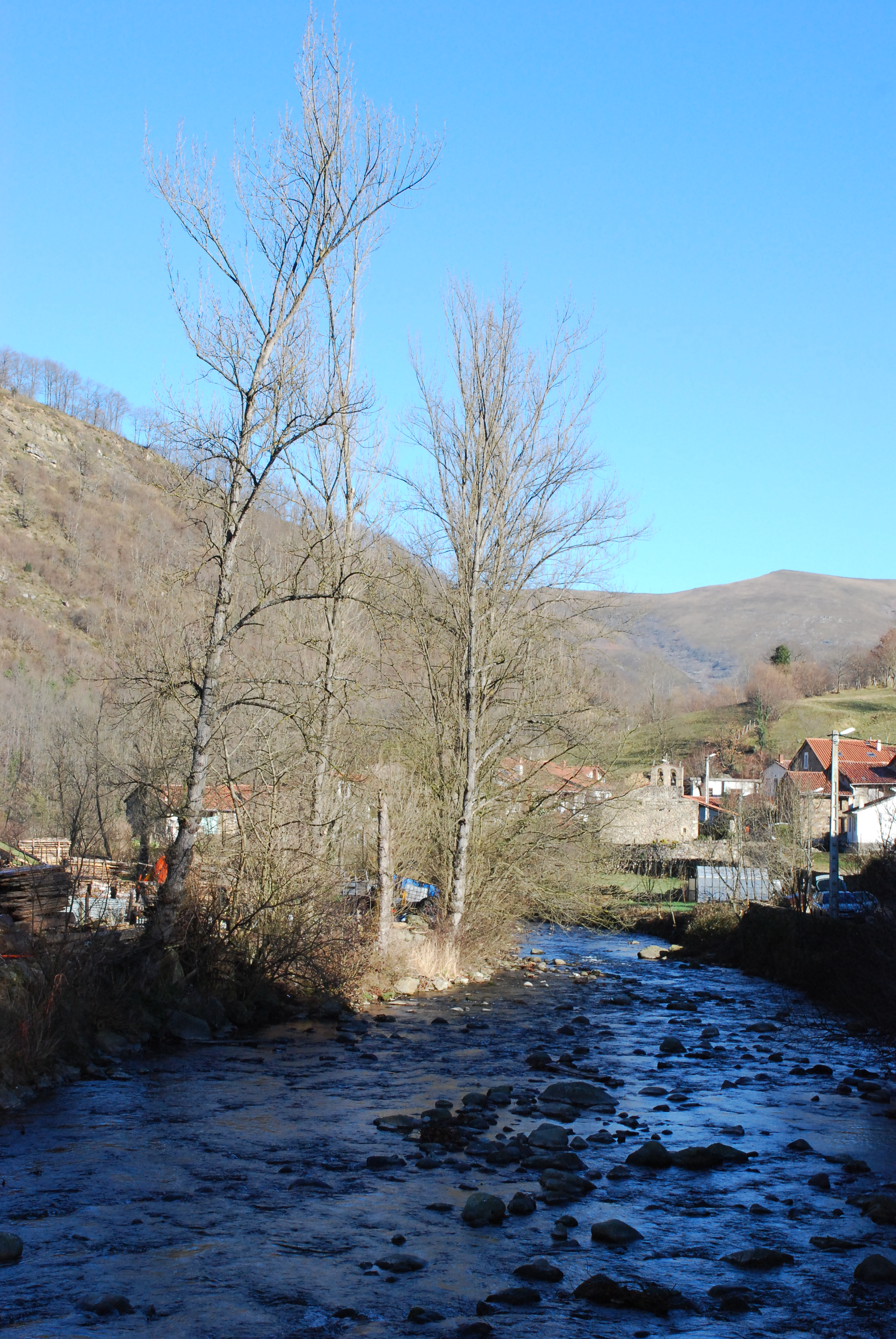
薩哈河洛斯托霍斯鎮段

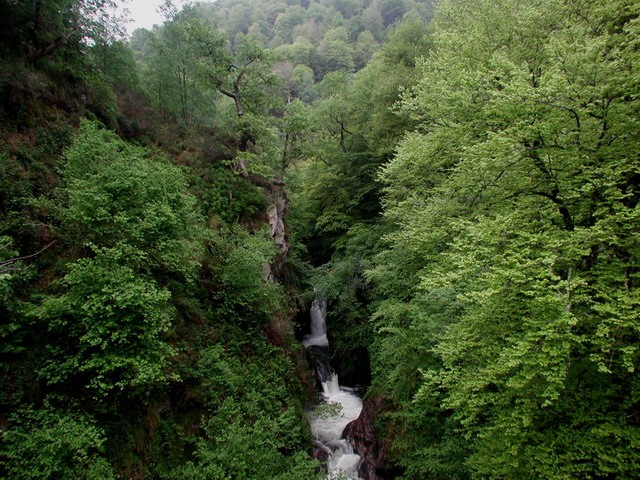
薩哈河

薩哈河（西班牙語：Río Saja）是西班牙的河流，流經坎塔布里亞，最終注入比斯開灣，河道全長67公里，流域面積442平方公里，平均流量每秒12.1立方米，河畔城鎮有托雷拉韋加。
43°26′06″N 4°02′06″W / 43.435°N 4.035°W